# Rhinella dorbignyi
El Sapito cavador o Sapito de jardín (Rhinella dorbignyi) es una especie de anfibios de la familia Bufonidae(sapos verdaderos), que se distribuye en Sudamérica.

## Taxonomía
En el año 2021 las especies Rhinella dorbignyi y R. fernandezae fueron unificadas con el nombre R. dorbignyi.

## Distribución
Se encuentra en Argentina (en las provincias de Chaco, Corrientes, Entre Ríos, Santa Fe, Córdoba y Buenos Aires), Brasil (al sur del estado de Rio Grande do Sul), Uruguay y Paraguay.
Su hábitat natural incluye sabanas secas, praderas a baja altitud, marismas de agua dulce, zonas de pastos, estanques, tierras agrícolas inundadas estacionalmente, canales y diques; en las ecorregiones de chaco húmedo, espinal y pampa húmeda.

## Descripción
En estadio adulto el tamaño varia entre 60mm a 90mm, siendo las hembras más grandes que los machos. Cuerpo robusto con cabeza ancha, hocico y extremidades cortas. Piel tuberculosa con puntas queratinizadas, de aspecto seco, con el dorso de color verde oscuro y una línea delgada vertebral verde claro o amarilla que surge desde la cabeza hasta llegar a la cloaca. Posee glándulas paratoides pequeñas y redondeadas que pueden continuar hasta los flancos. El vientre es de color claro grisáceo y granuloso.

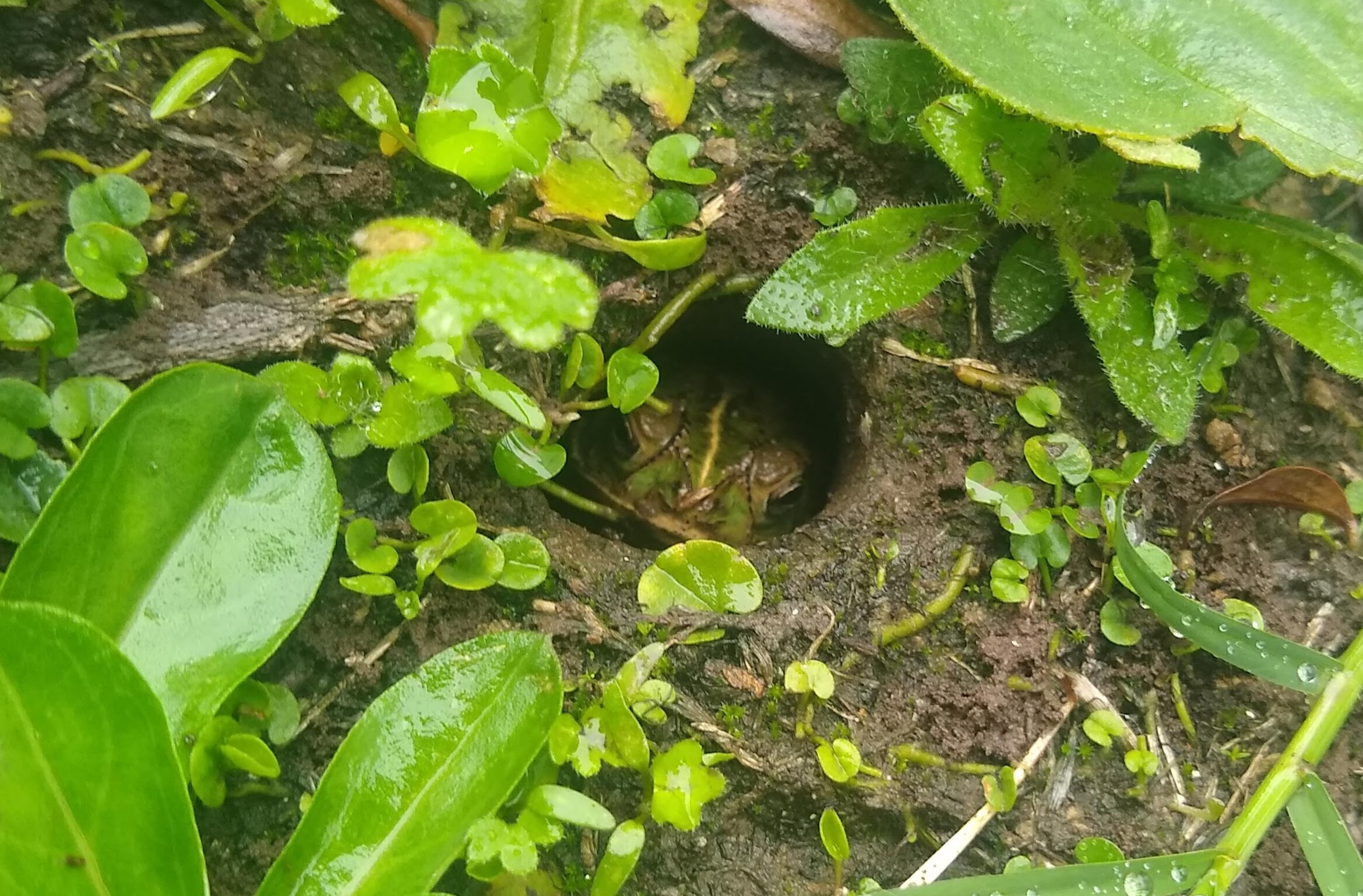
Adulto en su refugio.

Los machos, en la temporada reproductiva, presentan el saco vocal de color oscuro con manchas blancas.
Puede llegar a confundirse con las siguientes especies del mismo género: R. azarai, R. bergi y R. major.

## Hábitos
Crepuscular. Se los encuentran en las entradas de las cuevas que cavan con sus patas posteriores, con una profundidad aproximada de 20cm. Ante una amenaza se esconden en el fondo de sus refugios o inflan sus pulmones y bloquean la entrada a su cueva con su cabeza.

## Dieta
En estadio adulto se alimenta principalmente de hormigas y pequeños invertebradostales como escarabajos, hormigas, avispas, termitas, arañas y colémbolos. Aunque su alimentación depende de la oferta alimenticia presente.

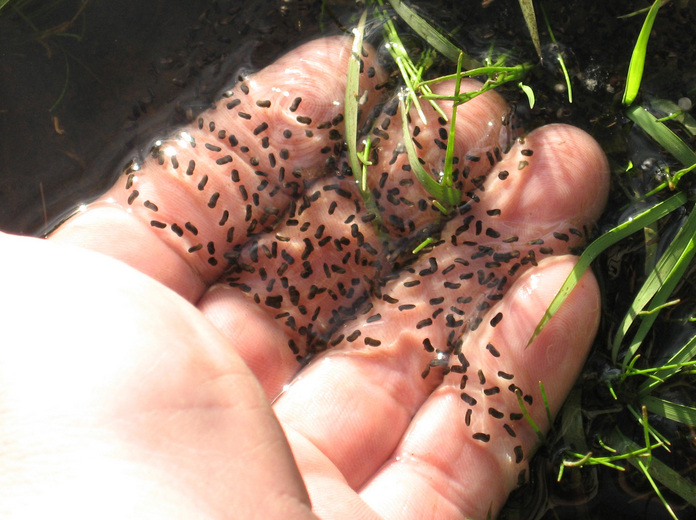
Huevos de R. dorbignyi.

En estadio larvario consumen diatomeas y otras microalgas.

## Biología reproductiva
El periodo de reproducción es continuo durante la primavera-verano del hemisferio sur, siendo en los meses de septiembre a marzo. Después de largas lluvias, los machos cantan desde pequeños charcos de agua, semisumergidos tomados de la vegetación. 
En promedio tienen de 3 a 4 puestas, llegando en algunos casos hasta 7. Depositan hasta 2200 huevososcuros en forma de cordones gelatinosos adheridos a la vegetación sumergida. Los renacuajos nacen a las pocas horas; son de color oscuro, bentónicos y tardan en promedio un mes en completar la metamorfosis.